# Vides Cinematografica
La Vides Cinematografica était une société de production et de distribution cinématographique italienne des années 1950, qui prit le nom de Cristaldifilm en 1980.

## Historique
La Vides Cinematografica a été fondée en 1946 par Franco Cristaldi.
En 1980 la société prit le nom de « Cristaldifilm ».
En 1996, les héritiers de Franco Cristaldi, mort en 1992, Zeudi Araya et Massimo Cristaldi, acquirent Lux Film, créant ainsi la plus importante filmothèque du cinéma italien, composé de plus de 240 films.

## Filmographie
- 1957 : Nuits blanches  de Luchino Visconti
- 1958 : Le Pigeon  de Mario Monicelli
- 1958 : Le Défi  de Francesco Rosi
- 1959 : Profession Magliari de Francesco Rosi
- 1959 : Rue des prairies de Denys de La Patellière
- 1959 : Voulez-vous danser avec moi ? de Michel Boisrond
- 1960 : Hold-up à la milanaise de Nanni Loy
- 1960 : Le Baron de l'écluse de Jean Delannoy
- 1961 : Kapò de Gillo Pontecorvo
- 1961 : L'Assassin de Elio Petri
- 1961 : Les partisans attaquent à l'aube de Nanni Loy
- 1961 : Les lions sont lâchés de Henri Verneuil
- 1961 : Divorce à l'italienne de Pietro Germi
- 1962 : Salvatore Giuliano  de Francesco Rosi
- 1962 : Cartouche  de Philippe de Broca
- 1962 : Le Bateau d'Émile de Denys de La Patellière
- 1963 : Les Camarades  de  Mario Monicelli
- 1964 : La ragazza de Luigi Comencini
- 1964 : Les Plus Belles Escroqueries du monde de Claude Chabrol, Jean-Luc Godard, Ugo Gregoretti, Hiromichi Horikawa, Roman Polanski
- 1965 : L'Arme à gauche de Claude Sautet
- 1965 : Les Tribulations d'un chinois en Chine de Philippe de Broca
- 1965 : Viva Maria! de Louis Malle
- 1966 : La Bourse et la Vie de Jean-Pierre Mocky
- 1967 : Vivre pour vivre de Claude Lelouch
- 1969 : La Tente rouge de Mikhail Kalatozov
- 1971 : L'Audience de Marco Ferreri
- 1971 : Le Souffle au cœur de Louis Malle
- 1971 : La Poudre d'escampette de Philippe de Broca
- 1971 : Le Casse de Henri Verneuil
- 1971 : Les Pétroleuses de Christian-Jaque
- 1972 : Pourquoi Israël de Claude Lanzmann
- 1972 : L'Affaire Mattei de Francesco Rosi
- 1974 : Lucky Luciano  de Francesco Rosi
- 1974 : Lacombe Lucien de Louis Malle
- 1979 : Le Christ s'est arrêté à Eboli  de Francesco Rosi
- 1980 : Café express de Nanni Loy
- 1983 : Et vogue le navire... de Federico Fellini
- 1986 : Le Nom de la rose de  Jean-Jacques Annaud
- 1987 : Dernier été à Tanger de Alexandre Arcady
- 1989 : Cinema Paradiso de Giuseppe Tornatore
- 1989 : Vanille fraise de Gérard Oury